# Мостови туге
Мостови туге је осми албум Халида Бешлића. Издат је 1988. године. Издавачка кућа је Југотон.

## Песме
1. Мостови туге
2. Далеко је срећа
3. Љубав је створила анђела
4. Зумбули су процвали
5. Она и само она
6. Заљубљен сам, стара мајко
7. На западу ништа ново
8. Доста ми је тужне музике